# Stawiski (gromada)
Stawiski – dawna gromada, czyli najmniejsza jednostka podziału terytorialnego Polskiej Rzeczypospolitej Ludowej w latach 1954–1972.
Gromady, z gromadzkimi radami narodowymi (GRN) jako organami władzy najniższego stopnia na wsi, funkcjonowały od reformy reorganizującej administrację wiejską przeprowadzonej jesienią 1954 do momentu ich zniesienia z dniem 1 stycznia 1973, tym samym wypierając organizację gminną w latach 1954–1972.
Gromadę Stawiski z siedzibą GRN w mieście Stawiski utworzono 1 stycznia 1958 w powiecie kolneńskim w woj. białostockim z obszaru zniesionych gromad Michny i Cedry.
31 grudnia 1959 do gromady Stawiski przyłączono obszar zniesionej gromady Jurzec Włościański.
1 stycznia 1972 do gromady Stawiski przyłączono wsie Budy Poryckie, Budy Stawiskie, Budziski, Dzierzbia, Hipolitowo, Ignacewo, Poryte Szlacheckie, Poryte Włościańskie, Wilczewo i Zaborowo ze zniesionej gromady Poryte Włościańskie; z gromady Stawiski wyłączono natomiast wieś Olszewo-Góra, włączając ją do gromady Jedwabne w powiecie łomżyńskim.
Gromada przetrwała do końca 1972 roku, czyli do kolejnej reformy gminnej. Z dniem 1 stycznia 1973 roku reaktywowano zniesioną w 1954 roku gminę Stawiski.